# Nicolaas Pierson (politicus)
Nicolaas Gerard Pierson (Amsterdam, 7 februari 1839 – Heemstede, 24 december 1909) was een Nederlandse bankier, econoom en liberaal politicus. Hij was achtereenvolgens hoogleraar staathuishoudkunde aan de Universiteit van Amsterdam, directeur van De Nederlandsche Bank, minister van Financiën in het kabinet-Van Tienhoven en voorzitter van de ministerraad in "zijn" kabinet-Pierson.

## Levensloop
Nicolaas Pierson was afkomstig uit een Amsterdamse handelsfamilie. Hij was lid van de familie Pierson en de jongste van de zes overlevende kinderen van de koopman Jan Lodewijk Gregory Pierson en de schrijfster Ida Oyens (lid van de familie Oijens). Twee van zijn broers zijn de predikanten Allard en Hendrik Pierson.
Vader Gregory maakte de Latijnse school in Alkmaar (die op 1 september 1933 de naam Murmellius Gymnasium kreeg), waar diens vader predikant was, niet af, vermoedelijk vanwege financiële problemen in het domineesgezin. Gregory ging in de leer bij een familielid die in Amsterdam handelde in venster- en spiegelglas. Gregory Pierson werd een geslaagde zakenman die naast zijn glashandel ook handelde in effecten en koloniale waren.

### Functies van 1860 tot 1891
Nicolaas Pierson begon zijn carrière in de jaren 1860 en 1861 in de glashandel van zijn vader. In 1861 werd hij hoofd van de handelsfirma Beckman en Pierson, die zich toelegde op de handel in katoen en koloniale waren. In 1864 werd hij voor vier jaar hoofddirecteur van de Surinaamsche Bank te Amsterdam. In diezelfde tijd begon hij als leraar economie aan de Handelsschool te Amsterdam.
In 1868 kwam Pierson in dienst van De Nederlandsche Bank als een van de directeuren. Hij bleef daar uiteindelijk 24 jaar werken. In 1877 werd hij tevens hoogleraar staathuishoudkunde en statistiek aan de Gemeentelijke Universiteit te Amsterdam, die in de volksmond, in de pers en bij de studenten jarenlang bekend stond als de Gemeente Universiteit (GU), waar Pierson tot 1885 in dienst bleef. In 1885 werd hij bij De Nederlandsche Bank gepromoveerd tot president-directeur. Dit bleef hij tot 1891.

### Minister
Op 21 augustus 1891 begon Piersons carrière als minister van Financiën in Den Haag, als opvolger van Karel Antonie Godin de Beaufort die deze functie uitoefende ten tijde van het kabinet-Mackay, dat van 21 april 1888 tot 21 augustus 1891 regeerde. Per die datum bekleedde Pierson deze functie in het kabinet-Van Tienhoven dat regeerde tot en met 9 mei 1894. Hierna bleef Pierson gedurende een periode van drie jaar ambteloos. Op 27 juli 1897 begon hij een tweede periode als minister van Financiën, terwijl hij in die tijd tevens voorzitter van de ministerraad was en leider werd van het naar hem genoemde kabinet-Pierson dat regeerde tot 1 augustus1901. Dit kabinet werd bekend als het 'kabinet van sociale rechtvaardigheid'. Van 1905 tot 1909 was Pierson nog een periode lid van de Tweede Kamer der Staten-Generaal voor het kiesdistrict Gorinchem.

### Hypotheekrenteaftrek
Pierson was een financieel en economisch deskundige die als minister met veel gezag sprak. In het kabinet-Van Tienhoven bracht hij een belangrijke belastingherziening tot stand. Deze herziening van de belastingheffing voorzag onder andere in het belasten van huiseigenaren met de huurwaarde van de woning en rente en inkomsten uit overig particulier vermogen, maar ook in de mogelijkheid om (onder meer) de rente op (hypotheek)schulden hierop in mindering te brengen. Hiermee was de hypotheekrenteaftrek een feit. Pierson overleed op 24 december 1909 in Huize Gliphoeve te Heemstede, in de op die kleine buitenplaats gelegen woning van zijn zwager François Gerard Waller.

## Mr. N.G. Piersonfonds
Het Mr. N.G. Piersonfonds is een fonds dat in 1909 in het leven werd geroepen bij gelegenheid van Piersons 70ste verjaardag op 17 februari 1909. Het fonds streeft ernaar zijn verplichtingen uit eigen middelen te voldoen en heeft een adequate kapitaalsbasis.

### Piersonmedaille
De Piersonmedaille wordt uitgereikt aan een jonge, veelbelovende onderzoeker op economisch-financieel terrein, die op het punt staat internationaal door te breken. Aan de medaille is een bedrag van € 5000 verbonden, ter beschikking gesteld door de Stichting Mr. N.G. Pierson Fonds en de Stichting Fonds voor de Geld- en Effectenhandel. Deze medaille werd toegekend aan:
- Albert Jan Menkveld (2007)
- Thomas Dohmen (2009)
- Stefan Trautmann (2012)
- Jan Stoop (2015)

### Pierson Penning
Als eerbetoon aan Pierson werd een stichting ter bevordering en het uitdragen van zijn wetenschappelijke interesses opgericht. Daartoe kent deze stichting (sinds 1978 in principe elke drie jaar) de Pierson Penning toe aan een zeer verdienstelijk economist van Nederlandse nationaliteit. Deze dient zich als beoefenaar van de economische theoretische wetenschap te hebben onderscheiden door de kwaliteit en diepgang van zijn publicaties. De Pierson Penning wordt uitgereikt tijdens de jaarvergadering van de Koninklijke Vereniging voor de Staathuishoudkunde (KVS) en werd toegekend aan de economen:
- Jan Tinbergen (1951)
- Pieter Hennipman (1959)
- Cornelis Goedhart en Geldolph Adriaan Kessler (1978)
- Marius Holtrop (1981)
- H.J.M. van de Laar (1984)
- Dirk Bernard Joseph Schouten (1987)
- Jan Pen (1990)
- Johannes Jacobus Klant en Theodorus Aloysius Stevers (1993)
- Martin Fase en Folkert de Roos (1996)
- Jacques Jacobus (Koos) Polak (1997)
- Johan Witteveen en Willem Buiter (2000)
- Frederick (Rick) van der Ploeg (2003)
- Theodorus Cornelis Michael Josephus (Theo) van de Klundert (2006)
- Arnold Heertje (2009)
- Arnoud Willem Alexander Boot (2011)
- Jan Luiten van Zanden (2014)
- Bernard Marinus Siegfried van Praag en Arie Kapteyn (2017)
- Sweder Jan Gijsbert baron van Wijnbergen (2020)

### Nicolaas G. Pierson Foundation
De Nicolaas G. Pierson Foundation (NGPF), vernoemd naar een latere telg van de familie Pierson, is het wetenschappelijk bureau van de Partij voor de Dieren.